# Wytyczne techniczne K-1.4
Wytyczne techniczne K-1.4 – zbiór zasad technicznych dotyczących wykonywania prac geodezyjnych w Polsce związanych z opracowaniem pierworysu rzeźby terenu z istniejących materiałów kartograficznych, wprowadzony zaleceniem Dyrektora Biura Rozwoju Nauki i Techniki Głównego Urzędu Geodezji i Kartografii Andrzeja Zglińskiego z 28 października 1982 do stosowania wytycznych K-1.4 "Mapa zasadnicza. Opracowanie pierworysu rzeźby terenu z istniejących materiałów kartograficznych". Ostatnim wydaniem jest wydanie drugie z 1987 roku. Wytyczne stanowią uzupełnienie instrukcji technicznej K-1 będącej do 8 czerwca 2012 standardem technicznym w geodezji.
Wytyczne zostały opracowane w Okręgowym Przedsiębiorstwie Geodezyjno-Kartograficznym w Szczecinie przez zespół w składzie: Zygmunt Dudek, Marek Lewandowski zgodnie z zaleceniami Biura Rozwoju Nauki i Techniki GUGiK reprezentowanego przez Edwarda Jarosińskiego i zawierają techniczne oraz organizacyjne zasady kartowania rzeźby terenu z istniejących materiałów kartograficznych.
Zgodnie z wytycznymi rzeźbę terenu opracowuje się na podstawie punktów osnowy, których wysokości w układzie państwowym, wyrażone są w systemie wysokości normalnych, liczonych od zera mareografu w Kronsztadzie. Jeżeli mapa zasadnicza dla konkretnego obszaru (np. miasta) została już wykonana w oparciu o wysokości w innym układzie, dopuszcza się opracowywanie rzeźby terenu w tym układzie. Pod pojęciem pierworysu mapy zasadniczej wytyczne określały mapę wykonywaną zgodnie z wymogami instrukcji technicznej K-1.
Wytyczne K-1.4 m.in. definiują:
- mapę źródłową jako mapę sytuacyjno-wysokościową wykorzystywaną do przeniesienia z nich rzeźby terenu, czyli mapy topograficzne w skalach 1:10000 i 1:50000 oraz mapy jednostkowe w skalach od l:5000 do 1:500.
- cięcie warstwicowe (dla mapy w skali 1:500 – 0,5 m, dla mapy w skali 1:1000 – 1 m, dla map w pozostałych skalach – 2,5 m, 5 m)

oraz ustalają w szczegółach:
1. Kwalifikację i dobór materiałów źródłowych
2. Przeniesienie rzeźby terenu
3. Doprowadzenie do skali oraz pasowanie i przeniesienie rzeźby
4. Sporządzenie i redakcję pierworysu
5. Kontrolę opracowania rzeźby terenu
6. Kompletowanie operatu